# Friedrich Seitz (Komponist)
Friedrich Seitz (* 12. Juni 1848 in Günthersleben; † 22. Mai 1918 in Dessau) war ein deutscher Komponist, Geiger und Violinpädagoge.

## Leben
Friedrich Seitz wurde am 18. Juni 1848 in Günthersleben getauft und wuchs hier als Sohn eines Landwirts auf. Er trat 1865 als Freiwilliger in das Gothaische Regiment ein, worauf er 1866 in den Deutschen Krieg einzog. Nach Ende des Kriegs studierte er Violine bei dem Konzertmeister der Fürstlichen Hofkapelle in Sondershausen, Karl Wilhelm Uhlrich, dem ehemaligen Magdeburger Konzertmeister. 1869 wurde er dort als erster Violinist angestellt und bald danach zum Vizekonzertmeister ernannt. 1874 lernte er bei dem Dresdner Hofkonzertmeister Professor Johann Christoph Lauterbach.
1876 zog Seitz nach Magdeburg und wurde Konzertmeister des Stadttheater- und Konzertorchesters. Seitz gilt als Gründer der ersten Magdeburger Musikschule. 1884 bekam er die Stelle als Leiter der Herzoglichen Hofkapelle in Dessau. 1888 war er Konzertmeister der Bayreuther Festspiele.
Friedrich Seitz war europaweit mit Gastspielen vertreten. So führten ihn Reisen nicht nur in viele deutsche Städte, mit der Coburger Oper gastierte er unter anderem in London und Holland. Seitz trat 1908 in den Ruhestand. Sowohl vom Fürsten von Schwarzburg-Sondershausen, als auch vom Herzog von Anhalt erhielt er deren Orden für Kunst und Wissenschaft für sein aufgabenreiches Musikleben und seine ausgedehnte Unterrichtstätigkeit. Von seinen Kompositionen sind die Kleine Violinschule und die Schüler-Konzerte zu nennen. Seine berühmteste Geigenschülerin war die Filmdiva Marlene Dietrich. Er war Mitglied der Dessauer Freimaurerloge Esiko zum aufgehenden Licht.
Ihm zu Ehren bekam im Jahr 2003 die Gemeindestraße seines Geburtsortes den Namen Friedrich-Seitz-Weg.

## Werke (Auswahl)
- 9 Schüler-Konzerte für Violine und Klavier
- 3 Schüler-Klaviertrios
- zahlreiche Charakter- und Vortragsstücke unterschiedlicher Schwierigkeitsgrade meist für Violine und Klavier, aber auch für Orchester